# Мелани Маргалис
Мекани Маргалис (енгл. Melanie Margalis; Клирвотер, 30. децембар 1991) америчка је пливачица чија специјалност је пливање леђним и слободним стилом, те пливање у тркама мешовитим стилом. 
Највећи успех у каријери постигла је освајањем златне медаље на Летњим олимпијским играма 2016. у Рио де Жанеиру, где је као чланица америчке штафете 4×200 метара слободно пливала у квалификационој трци. Мелани се у Рију такмичила и у трци на 200 метара мешовито где је имала четврто време финалне трке. 